# Питерборо (Англия)
Питерборо — промышленный город в церемониальном графстве Кембриджшир Англии, образует унитарную единицу со статусом сити Сити-оф-Питерборо.
Город расположен в 120 км к северу от Лондона, на реке Нин. Население превышает 180 тысяч человек.

## История
От Питерборо происходит название археологической культуры Питерборо — охотников и собирателей, длительное время сосуществовавшей в Англии с более высокоразвитыми земледельцами, прибывшими из континентальной Европы. Невдалеке от Питерборо находится археологический памятник Флэг-Фен — хорошо сохранившееся деревянное здание X в. до н. э.
Город расположен на Фенских болотах (Зе-Фенс), которые начиная с XVII века планомерно осушались. Он сильно вырос в эпоху промышленной революции в связи с тем, что через него прошла железная дорога из Лондона на Эдинбург. С этим связано расположение в округе крупных складских помещений и предприятий по производству стройматериалов.
В англосаксонский период город носил название Мидхэмстед.
Над городом вздымается силуэт средневекового собора Св. Петра, бывшей церкви местного бенедиктинского аббатства. Он был заложен в 1138 году в нормандском стиле и выстроен за 120 лет; впоследствии фасады частично перестраивались. В соборе находится резной камень Гедды 1200-летней давности и гробница королевы Екатерины Арагонской. Также сохранилась церковь Св. Иоанна (1407).
В сентябре 2001 года группа мусульман совершила нападение на местного жителя Росса Паркера. От полученных ножевых травм и увечий нанесенных молотком последний скончался.
В марте 2013 года в окрестностях города Джоанна Деннехи совершила здесь ряд убийств, зарезав насмерть троих и ранив двоих человек.

## География
Унитарная единица Питерборо занимает территорию 343 км² и граничит на востоке и юге с неметропольным графством Кембриджшир, на юго-западе с церемониальным графством Нортгемптоншир, на севере с церемониальным графством Линкольншир.

## Климат
| Показатель                    | Янв. | Фев. | Март | Апр. | Май | Июнь | Июль | Авг. | Сен. | Окт. | Нояб. | Дек. | Год |
| ----------------------------- | ---- | ---- | ---- | ---- | --- | ---- | ---- | ---- | ---- | ---- | ----- | ---- | --- |
| Абсолютный максимум, °C       | 12   | 17   | 21   | 21   | 26  | 32   | 32   | 31   | 27   | 25   | 16    | 14   | 32  |
| Средний суточный максимум, °C | 5    | 6    | 8    | 12   | 16  | 19   | 20   | 20   | 18   | 13   | 9     | 6    | 13  |
| Средняя температура, °C       | 2    | 3    | 4    | 8    | 11  | 14   | 15   | 15   | 13   | 9    | 6     | 3    | 9   |
| Средний суточный минимум, °C  | 0    | 1    | 1    | 4    | 7   | 10   | 11   | 11   | 9    | 6    | 3     | 1    | 5   |
| Абсолютный минимум, °C        | −15  | −10  | −11  | −3   | 0   | 1    | 5    | 6    | 2    | −1   | −6    | −8   | −15 |
| Норма осадков, мм             | 50   | 20   | 50   | 30   | 30  | 50   | 50   | 40   | 50   | 40   | 40    | 40   | 530 |
| Источник:                     |      |      |      |      |     |      |      |      |      |      |       |      |     |

## Палеонтология
В отложениях среднего юрского периода (келловейский ярус) окрестностей Питерборо обнаружены окаменелости гибодонтообразной рыбы Planohybodus. Типовой вид в 2008 году получил название Planohybodus peterboroughensis, в честь Питерборо.

## Население
На территории унитарной единицы Питерборо по данным 2001 года проживает 156 061 человек, при средней плотности населения 454 чел./км².

## Политика
Питерборо управляется советом унитарной единицы, состоящим из 57 депутатов, избранных в 24 округах. В результате последних выборов 38 мест в совете занимают консерваторы.

## Экономика
В Питерборо расположен один из основных офисов крупной туристической компании Thomas Cook Group, ведущей свою историю с 1841 года, акции компании входят в базу расчета индекса FTSE 250. Также в городе расположена штаб-квартира радиохолдинга Bauer Radio, являющегося подразделением Bauer Media Group.
Через Питерборо проходят маршруты железнодорожных компаний «CrossCountry», «Virgin Trains East Coast», «East Midlands Trains», «Thameslink Great Northern» и «Greater Anglia»:
- «CrossCountry»: Нью-Стрит, Бирмингем — Окем — Питерборо — Лондон-Станстед[8].
- «Virgin Trains East Coast»: Эдинбург — Питерборо — Кингс-Кросс, Лондон[9].
- «East Midlands Trains» 2-й маршрут: Лайм-Стрит, Ливерпуль — Питерборо — Или — Норидж и Лондон-Станстед.
- «East Midlands Trains» 6-й маршрут: Питерборо — Донкастер[10].
- «Thameslink Great Northern»: Питерборо — Кингс-Кросс, Лондон[11].
- «Greater Anglia» (1): Питерборо — Или — Кембридж — Ливерпуль-стрит, Лондон.
- «Greater Anglia» (2): Питерборо — Или — Ипсуич — Ливерпуль-стрит, Лондон[12].

Дорога «A1» (Эдинбург — Грэнтем — Питерборо — Лондон) пересекает город в направлении с севера на юг.

## Спорт
В Питерборо базируется профессиональный футбольный клуб «Питерборо Юнайтед», выступающий в Первой футбольной лиге. Принимает соперников на стадионе «Лондон Роуд», вмещающем 15 040 зрителей.

## События
- Ежегодный «Пивной фестиваль в Питерборо» (Peterborough Beer Festival)[14]

## Города-побратимы
Питерборо состоит в дружеских взаимоотношениях со следующими городами-побратимами:
| Город             | Страна   | Дата | Ссылка |
| ----------------- | -------- | ---- | ------ |
| Бурж              | Франция  | 1957 | [ 16 ] |
| Фирзен            | Германия | 1982 | [ 17 ] |
| Алькала-де-Энарес | Испания  | 1986 | [ 18 ] |
| Винница           | Украина  | 1989 | [ 19 ] |
| Форли             | Италия   | 1991 | [ 20 ] |